# Цветишница
Цветишница (на македонска литературна норма: Цветишница) е село в Северна Македония, в община Старо Нагоричане.

## География
Селото е разположено в областта Козячия в долината на граничната между Северна Македония и Сърбия Мала река между планините Козяк и Широка планина.

## История
В края на XIX век Цветишница е малко българско село в Кумановска каза на Османската империя. Според статистиката на Васил Кънчов („Македония. Етнография и статистика“) от 1900 г. Цвѣтишинци е населявано от 140 жители българи християни.
Цялото християнско население на селото е под върховенството на Българската екзархия. По данни на секретаря на екзархията Димитър Мишев („La Macédoine et sa Population Chrétienne“) в 1905 година в Цветишници има 80 българи екзархисти.
По време на Първата световна война Цветишница е част от Рамновска община и има 69 жители.
Според преброяването от 2002 година селото има 21 жители.
| Националност     | Всичко |
| северномакедонци | 20     |
| албанци          | 0      |
| турци            | 0      |
| роми             | 0      |
| власи            | 0      |
| сърби            | 1      |
| бошняци          | 0      |
| други            | 0      |